# Geogarypus asiaticus
Geogarypus asiaticus es una especie de arácnido del orden Pseudoscorpionida de la familia Geogarypidae.

## Distribución geográfica
Se encuentra en la India.